# 155-я резервная танковая дивизия (вермахт)
155-я резервная танковая дивизия (нем. 155. Reserve-Panzer-Division) — танковая дивизия вермахта во Второй мировой войне.

## Эволюция названий дивизии
- 155-я запасная пехотная дивизия[1] (нем. Division Nr. 155; 26 августа 1939 — май 1942)
- 155-я запасная моторизованная дивизия (нем. Division (motorisiert) Nr. 155; май 1942 — 5 апреля 1943)
- 155-я запасная танковая дивизия (нем. Panzer-Division Nr. 155; 5 апреля — 1 августа 1943)
- 155-я резервная танковая дивизия (нем. 155. Reserve-Panzer-Division; 1 августа 1943 — 30 апреля 1944)

## История
Первоначально дивизия была создана создана в Ульме как 155-й резервный штаб дивизии. 9 ноября 1939 года она была переброшена под Прагу; вернулась в V военный округ в сентябре 1940 года. К осени 1941 года штаб передислоцировался в Штутгарт, а к лету 1942 года — в Людвигсбург. 1 августа 1943 года дивизия отправилась во Францию: сначала в Ренна, затем в Ним. Здесь подразделения дивизии представляли собой учебные части с высокой ротацией состава. Её бронетехника использовалась для комплектования других танковых дивизий, к марту 1944 года в ней находилось всего 60 танков PzKpfw III и PzKpfw IV. Потери личного состава и техники привели к тому, что в апреле 1944 года остатки дивизии были присоединены к 9-й танковой дивизии.

## Командиры
- Генерал-майор Отто Чернинг (26 августа 1939 — 1 мая 1942)
- Генерал-майор Франц Ландграф (1 мая 1942 — 24 августа 1943)
- Генерал-майор Курт фон Йессер (и.о.; 24 августа — 6 сентября 1943)
- Генерал-лейтенант Франц Ландграф (6 сентября — 1 октября 1943)
- Генерал-лейтенант Макс Фремерай (1 октября 1943 — 30 апреля 1944)

## Боевой состав
| - 5-й запасной пехотный полк - 14-й запасной пехотный батальон - 56-й запасной пехотный батальон - 75-й запасной пехотный батальон - 25-й запасной пехотный полк - 13-й запасной пехотный батальон - 35-й запасной пехотный батальон - 119-й запасной пехотный батальон - 35-й запасной пехотный полк - 34-й запасной пехотный батальон - 109-й запасной пехотный батальон - 111 запасной пехотный батальон - 25-й запасной артиллерийский полк - 5-й запасной артиллерийский дивизион - 25-й запасной артиллерийский дивизион - 61-й запасной артиллерийский дивизион - 77-й запасной артиллерийский дивизион - 5-й запасной дивизион наблюдателей - 18-й запасной кавалерийский полк - 4-й запасной пулемётный батальон - 5-й запасной дивизион истребителей танков - 5-й запасной батальон связи - 5-й запасной сапёрный батальон - 5-й запасной батальон снабжения | - 25-й запасной пехотный полк - 25-й запасной пехотный батальон - 215-й запасной пехотный полк - 4-й запасной пулемётный батальон - 460-й запасной пехотный батальон - 470-й запасной пехотный батальон - 25-й запасной артиллерийский полк - 5-й запасной артиллерийский дивизион - 61-й запасной артиллерийский дивизион - 77-й запасной артиллерийский дивизион - 215-й запасной артиллерийский дивизион - 260-й запасной артиллерийский дивизион - 18-й запасной кавалерийский эскадрон - 5-й запасной дивизион истребителей танков - 35-й запасной сапёрный батальон - 5-й запасной батальон снабжения |

| - 7-й запасной танковый батальон - 5-й запасной моторизованный полк - 86-й запасной моторизованный батальон - 215-й запасной моторизованный батальон - 25-й запасной моторизованный полк - 35-й запасной моторизованный батальон - 119-й запасной моторизованный батальон - 18-й запасной кавалерийский эскадрон - 5-й запасной дивизион истребителей танков - 260-й запасной моторизованный артиллерийский дивизион - 5-й запасной дивизион наблюдателей - 5-й запасной танковый сапёрный батальон - 5-й запасной мотоциклетный батальон - 25-й запасной мотоциклетный батальон | - 7-й резервный танковый батальон - 5-й резервный танковый гренадерский полк - 86-й резервный танковый гренадерский батальон - 215-й резервный танковый гренадерский батальон - 25-й резервный гренадерский полк - 35-й резервный гренадерский батальон - 119-й резервный гренадерский батальон - 260-й резервный моторизованный артиллерийский дивизион - 9-й резервный моторизованный разведывательный батальон - 5-й резервный дивизион истребителей танков - 1055-я танковая рота связи |